# 一宮木曽川インターチェンジ
一宮木曽川インターチェンジ（いちのみやきそがわインターチェンジ）は、愛知県一宮市大毛字沖にある東海北陸自動車道のインターチェンジである。将来は名岐道路とのジャンクションも兼ねる予定である。

## 歴史
- 1997年（平成9年）3月24日 - 東海北陸自動車道の当IC - 岐阜各務原IC間の開通に伴い[2][3]、供用開始[1]。
- 1998年（平成10年）2月20日 - 尾西IC - 当IC間が開通[2][3]。
- 2025年（令和7年）度 - 名岐道路（一宮IC - 一宮木曽川IC間）が事業化[4]。

## 道路
- E41 東海北陸自動車道（3番）
- 名岐道路（予定）

## 料金所
- ブース数：11

### 入口
- ブース数：4
  - ETC専用：2
  - 一般：2

### 出口
- ブース数：7
  - ETC専用：2
  - 一般：2
  - 使用停止:3

## 接続する道路
直接接続
- 国道22号（名岐バイパス）[1]

間接接続
- 愛知県道175号江南木曽川線（当インター北側の大毛西交差点）

※ 名古屋高速16号一宮線が現在の終点から延伸して当ICで接続する計画があり、「名岐道路（一宮～一宮木曾川）」として、2025年（令和7年）度に事業化された（詳細は名岐道路を参照）。

## 周辺
- ツインアーチ138[1]
- 山内一豊史跡
- 浅井山公園
- 白山神社 (一宮市)
- アピタパワー木曽川店
- イオンモール木曽川
- 一宮市立木曽川東小学校
- 一宮市立黒田小学校
- 東海旅客鉄道（JR東海）東海道本線 木曽川駅
- 名古屋鉄道名古屋本線 新木曽川駅・黒田駅

## 隣
E41 東海北陸自動車道
(2)尾西IC - (3)一宮木曽川IC - 川島PA - (4)岐阜各務原IC
名岐道路
高田西入口（事業中） - 一宮木曾川JCT